# سنت میگل ده فلوویا
سنت میگل ده فلوویا (به اسپانیایی: San Miguel de Fluviá) یک منطقهٔ مسکونی در اسپانیا است که در آلت امپوردا واقع شده‌است. سنت میگل ده فلوویا ۳٫۵ کیلومتر مربع مساحت دارد.